# Distrito de Ayabaca
El distrito de Ayabaca es uno de los diez que conforman la provincia de Ayabaca ubicada en el departamento de Piura en el Norte del Perú. Limita por el Norte y por el Este con la República del Ecuador; por el Sur con el distrito de Pacaipampa; y, por el Oeste con los distritos de Lagunas, Montero, Sícchez y Jililí.
Desde el punto de vista de la jerarquía de la Iglesia católica, forma parte de la Diócesis de Chulucanas.

## Historia
El distrito fue creado el 2 de enero de 1857 mediante Ley sin número, en el gobierno del Presidente Ramón Castilla. 

## Geografía
Tiene una extensión de 1 549,99 km² y una población estimada superior a los 32 800 habitantes. 
Entre sus caseríos y localidades se encuentran Agua Dulce, Ailan, Ambulco, Andurco Alto, Aypate, Batancillo, Cabuyal, Cabuyo, Calvas de Samanga, Chilcapampa Bajo, Chinchin Pampa, Chirimoyal, Chirinos Laque, Chita, Cruz Misionera, Cujaca Huaca, Cunante, Cutaco, Cuyas La Selva, El Carmen de Tacalpo, El Ceibo, El Huilco, El Molino de Jimburilla, El Naranjo, El Nogal, El Toldo, Espíndola, Granadillo, Huayos de Tacalpo, Joras, La Achura, La Lechera, La Ollería, Lagunas de Canly, Llanos de Aragoto, Morropón, Nueva Victoria, Palen, Pampas Huara de Veras, Pampas de Lacarqui, Pampas de Socchabamba, Paraguero, Pampas de Huara de Indio, Pilares de Tacalpo, Pingola, Pircas, Progreso de Socchabamba, Rayo El Molino, Rayo El Molino Centro, Rodeopampa, Romeral, Sacalla, Samanguilla, San Pedro de Culucan, Santa Cruz La Cancha, Santa Cruz Loma Los Patiños, Sichulqui, Tailin, Yanchala y Zambubal.

## Autoridades

### Municipales
- 2015-2018[2]
  - Alcalde: Humberto Marchena Villegas, del Movimiento Alternativa de Paz y Desarrollo (APD).
  - Regidores: Óscar Manuel Córdova Caucha (APD), Julio Jaramillo Pardo (APD), Manuel Rodrigo Elera García (APD), Eleazar Peña Abad (APD), Alcira Chinchay Ramírez (APD), Segundo Florencio Calva Calle (APD), Juan Abad Ruiz (APD), Alexander Carhuapoma Calle (Unión Democrática del Norte), Floresmilo Antonio Ríos Rimaycuna (Unión Democrática del Norte), Jony Alberto Samaniego Tocto (Fuerza Regional), Teodoro Páucar Gallego (Fuerza Regional).
- 2011-2014[3]
  - Alcalde: Humberto Marchena Villegas, del Movimiento Unidad Popular Regional Piura.
  - Regidores: Santos Evaristo Castillo Castillo (Unidad Popular Regional Piura), Rony Ivan Zegarra Cordova (Unidad Popular Regional Piura), Miguel Herrera Neyra (Unidad Popular Regional Piura), Melqui Othon Santur Rivera (Unidad Popular Regional Piura), Melania Quinde Castillo (Unidad Popular Regional Piura), Edilberto Carmen Quinde (Unidad Popular Regional Piura), Eleazar Peña Abad (Unidad Popular Regional Piura), Vladimir Saguma Acha (Fuerza Regional), Mariano Rivera Mija (Fuerza Regional), Vicente Nuñez Salazar (Fuerza Regional), Francisco Ruiz Cruz (Fuerza Regional).

### Policiales
- Comisario: Comandante PNP Valerio Piedra.

### Religiosas
- Diócesis de Chulucanas[4]
  - Obispo: Mons. Daniel Thomas Turley Murphy (OSA).[5]

## Festividades
- Octubre: 
  - Nuestra Señora del Pilar.
  - Señor Cautivo de Ayabaca

## Turismo
Un importante sitio arqueológico llamado Aypate 4°42′33″S 79°34′30″O / -4.709162, -79.574869 ubicado en el cerro del mismo nombre, a unos 32 km de la ciudad de Ayabaca
Declarado Capital Arqueológica de Piura en 1996, el Complejo arqueológico Aypate es un conjunto de construcciones compuesta de grandes bloques de granito rosado labrado y perfectamente encajados de origen Inca, entre las que se distinguen las siguientes estructuras: el Camino de Acceso (de 5 m de ancho) parte del gran Qhapaq Ñan, la Portada Principal, el Ushnu o Templo de la Luna, la Kallanca, el Acllahwasi o conjunto de viviendas, el Pozo de Ofrendas, el Cuarto Principal del Inca, el Mirador, y el Baño del Inca, que están ubicados en tres plazas emplazadas armónicamente.